# Unkida
Unkida (en rus: Ункида) és un poble del Daguestan, a Rússia, que en el cens del 2010 tenia 432 habitants. Pertany al districte rural de Gunib.